# Mexikanisches Wunder
Das mexikanische Wunder (spanisch milagro mexicano) bezeichnet die wirtschaftliche Entwicklung Mexikos von den 1940er bis zu den 1970er Jahren. In dieser Phase hatte Mexiko ein sehr hohes Wirtschaftswachstum von durchschnittlich 6 % pro Jahr, es kam zur Herausbildung eines bedeutenden industriellen Sektors. Durch einen Anstieg des Pro-Kopf-Einkommens um 3 % pro Jahr gelang in dieser Zeit eine erhebliche Wohlstandssteigerung, die sich auch in einem Anstieg der durchschnittlichen Lebenserwartung der Bevölkerung von 41,5 Jahren im Jahr 1940 auf 61,9 Jahre im Jahr 1970 zeigte. Die Phase war geprägt von politisch-gesellschaftlicher Stabilität und einer Wirtschaftspolitik der importsubstituierenden Industrialisierung im Rahmen der strukturalistischen Wirtschaftspolitik.

## Geschichte
Zwischen den 1920er und 1940er Jahren wurde der Zugang zu Grundschulbildung in Mexiko derart ausgebaut, dass dreimal so viele Kinder die Grundschule besuchten wie vor dieser Zeit. In Anlehnung an die Empfehlungen der Wirtschaftskommission der Vereinten Nationen für Lateinamerika und die Karibik (ECLAC) wurde unter dem Titel stabilisierende Entwicklung (desarrollo estabilizador) eine strukturalistische Wirtschaftspolitik betrieben. Die Wirtschaftspolitik beinhaltete u. a., dass der mexikanische Staat den Ausbau wichtiger Wirtschaftssektoren wie die Petrochemie, die Stahlproduktion und den Maschinenbau dort durch öffentliche Investitionen vorantrieb, wo nicht genügend private Investitionen zur Verfügung standen. Dadurch entstand eine sowohl planwirtschaftliche, als auch marktwirtschaftliche Elemente umfassende Wirtschaftsordnung. Als Erfolg der importsubstituierenden Industrialisierung, entwickelte sich Mexiko von einem Agrarstaat hin zu einem Schwellenland, in dem die Industrieproduktion den Eigenbedarf an Stahl, Konsumgütern und wichtigen Petrochemieerzeugnissen deckte. In der Finanzpolitik wurde eine Kontrolle der Inflation und ein stabiler Wechselkurs angestrebt, um die Kapitalflucht gering zu halten. Die Politik der importsubstituierenden Industrialisierung verursachte einen starken Urbanisierungsprozess. Da der industrielle Sektor in dieser Phase um 240 % anwuchs, zogen viele Menschen aus ländlichen Regionen in die Städte, um dort zu arbeiten. Die Wohlfahrtssteigerung lässt sich auch aus der Entwicklung der Lebenserwartung ablesen. 1940 lag die durchschnittliche Lebenserwartung noch bei 41,5 Jahren, 1970 betrug sie bereits 61,9 Jahre.
Seit den 1980er-Jahren geriet das Modell jedoch ökonomisch und politisch in die Krise. Die hohe Staatsverschuldung, „die überzogene Rolle des Staates in der Wirtschaft und die politische Schwerfälligkeit“ der faktischen Ein-Parteien-Herrschaft der PRI führten verstärkt zum Druck auf die herrschenden Eliten, eine wirtschaftliche und gesellschaftliche Öffnung zuzulassen. Die Vereinbarung eines Strukturanpassungsprogrammes mit dem IWF vom 10. November 1982 brachte eine Wende der Wirtschaftspolitik hin zum Washington Consensus, die sich auch durch den Beitritt zu internationalen Abkommen wie dem GATT und der NAFTA zeigt. Seit dem Ende der importsubstituierenden Wirtschaftspolitik entwickelte sich Mexiko zur erfolgreichen Export-Nation: 1980 betrug die Export-Quote nur 12,8 Prozent des BIP, fast ausschließlich Öl. 2005 machten die Exporte 29,9 Prozent des BIP aus, davon war der Großteil industriell produzierte Fertigprodukte. Das mexikanische Gewerbe ist somit Teil des integrierten nordamerikanischen Binnenmarktes geworden. Seit den 1980er Jahren erlebt Mexiko in anderen Sektoren jedoch nur noch eine verhaltene wirtschaftliche Entwicklung und wachsende soziale Spannungen. Zwischen 1991 und 2004 wuchs die erwerbsfähige Bevölkerung um 1,1 Millionen an, die Zahl der sozialversicherungspflichtigen Arbeitsplätze wuchs jedoch nur um 336.875. Trotz des verhältnismäßig geringen Wirtschaftswachstums seit den 1980er-Jahren wird von Wirtschaftswissenschaftern wie dem Nobelpreisträger Paul Krugman die Liberalisierung des Handels nicht unbedingt als Fehler angesehen. Die meisten Ökonomen führen das relativ geringe Wachstum auf andere Faktoren, beispielsweise auf den niedrigen Bildungsstand der Bevölkerung zurück.